# Épave d'Uluburun
Uluburun (en turc : grand cap) est un site archéologique sous-marin, situé au sud de Kaş, en Turquie, dans la Mer Méditerranée, où a été retrouvée une épave du dernier tiers du XIVe siècle av. J.-C., durant l'âge du bronze récent. L'épave, longue d'environ 15 m, capable de supporter un chargement de plus de 20 tonnes, repose à plus de 40 mètres de profondeur. 
Repérée en 1982, elle a été fouillée de 1984 à 1994. Elle a livré une grande quantité d'objets, également très diversifiée : ses principaux chargements sont des lingots en cuivre et d'autres en étain (pour fabriquer du bronze), des jarres de résine de térébinthe, des céramiques peintes et du verre brut, mais elle a également livré divers objets luxueux, des effets personnels et objets utilitaires, offrant une abondante documentation. Au moment de son naufrage, le bateau naviguait depuis l'est, le Levant et/ou Chypre, vers l'ouest à destination du monde égéen, sans doute vers une ville de la civilisation mycénienne en Grèce continentale. En plus de son équipage, des marchands d'origine levantine (cananéenne) se trouvaient sur le bateau, ainsi que des personnes originaires de Grèce, voire plus au nord dans les Balkans.
Depuis sa découverte, l'épave d'Uluburun a fait l'objet de nombreuses études, qu'il s'agisse d'analyses sur son chargement ou de propositions sur sa signification économique. Elle n'est certes par la plus ancienne épave maritime mise au jour en Méditerranée, mais elle est celle dont la cargaison est la plus riche et elle apporte un éclairage sur les échanges à longue distance à une période du Bronze récent pour laquelle ils étaient déjà très étudiés à partir des archives d'el Amarna en Égypte et d'Ougarit en Syrie. 
On y voit couramment une cargaison destinée à un personnage riche et puissant, peut-être un roi mycénien, ou du moins à une institution royale et des membres de l'élite. Mais il est impossible de déterminer s'il s'agit de présents envoyés dans le cadre de relations diplomatiques ou bien de marchandises acquises dans le cadre de transactions commerciales privées par des marchands pour le compte d'un commanditaire.

## Découverte et fouilles

Localisation du site de l'épave (X rouge) à l'échelle régionale.

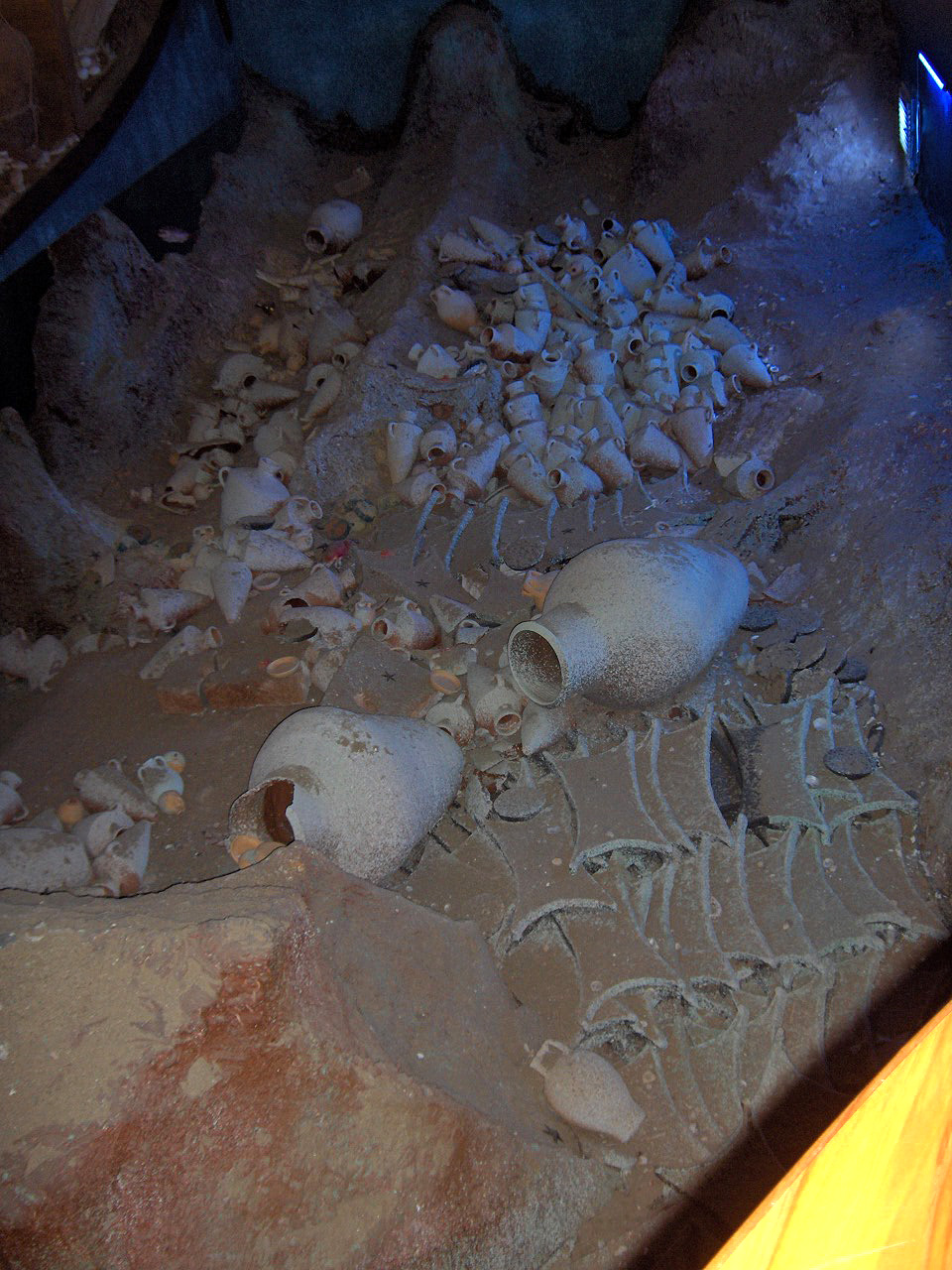
Reproduction du site des fouilles au musée d'archéologie sous-marine de Bodrum.

Le site de l'épave est localisé à 60 mètres au large du côté est du cap, à environ 350 mètres de sa pointe. À l'été 1982, lors d'une plongée à la recherche d'éponges, un jeune pêcheur turc repéra des objets que le capitaine du navire reconnut pour être des lingots de cuivre en forme de peau de bœuf datant de l'Âge du bronze. Ce dernier en informa George Bass, qui dirigeait les campagnes de prospection de l'Institute of Nautical Archaeology (INA) de l'université A&M du Texas. En 1967, Bass avait fait part de sa découverte d'une épave datant de la fin de l'âge du bronze (vers 1200 av. J.-C.) au cap Gelidonya, situé une soixantaine de kilomètres à l'est d'Uluburun, qui avait justement livré de nombreux lingots de cuivre semblables.
Une première prospection à l'automne confirme la présence de lingots de cuivre et de céramiques, qui permettent une datation vers la fin du XIVe siècle av. J.-C. Les fouilles à proprement parler commencent l'année suivante, et 1984, révélant rapidement la richesse de l'épave, et durent onze saisons, jusqu'en 1994. Elles sont menées sous la direction de Bass puis sous celle de l'archéologue turc Cemal Pulak, et se révèlent délicates pour plusieurs raisons. Le navire reposait entre 42 m et 61 m de profondeur, sur une pente le long de laquelle s'était dispersée une partie la cargaison après la disparition de l'essentiel de l'embarcation, sur une surface d'environ 250 m². La profondeur avait certes préservé le site d'un sauvetage ou d'un pillage, mais elle a complexifié aussi le travail des archéologues en limitant le nombre et la durée des plongées : chaque plongeur ne pouvait faire sur une journée que deux plongées de vingt minutes maximum. Durant les onze campagnes de fouilles, plus de 22 400 plongées sont enregistrées, pour plus de 6 600 heures passées sous l'eau. 
Par la richesse et la diversité de sa cargaison, cette épave est encore à ce jour le témoignage le plus éloquent du développement des échanges maritimes sur la Méditerranée orientale durant l'âge du Bronze récent. Elle documente plus précisément les relations entre le Levant et le monde égéen.

## Le contexte

La situation géopolitique du Proche-Orient et de la Méditerranée orientale vers la fin du et le début du, avec la localisation des épaves d'Uluburun et du cap Gelidonya.

L'épave d'Uluburun est une source d'information précieuse sur la circulation des biens à longue distance et par voie maritime en Méditerranée orientale durant le Bronze récent (v. 1600-1200 av. J.-C.), car elle se rattache à un contexte de développement des échanges maritimes à longue distance documentés par ailleurs dans les archives contemporaines d'Ougarit et d'el-Amarna, ainsi que des découvertes archéologiques effectuées sur divers sites continentaux et quelques autres épaves. La documentation d'Uluburun s'accorde aux autres témoignages de la période sur la circulation des biens à longue distance, qui indiquent qu'elle est multi-directionnelle, marquée des réexpéditions des biens depuis des lieux de transit, et une certaine diversité. 
À ce jour deux autres épaves de la même période documentant les échanges à longue distance ont été fouillées, celle du cap Gelidonya (Turquie) et celle se trouvant au large du cap d'Íria (Grèce, Argolide), toutes les deux plus tardives (v. fin XIIIe -début XIIe siècle av. J.-C.). Mais elles ont livré des cargaisons plus modestes et bien moins diversifiées, des lingots de cuivre pour la première et des céramiques chypriotes pour la seconde. En juin 2024 une épave de la même période a été identifiée en haute mer, à 90 kilomètres au large d'Israël et à 1,8 kilomètre de profondeur, ce qui en fait la première épave du Bronze récent repérée en eaux profondes. Des jarres cananéennes ont été remontées à la surface. Des vestiges de diverses épaves de l'âge du bronze ont également été identifiés dans la baie de Neve Yam au large du Carmel. La plus importante étant datée de la période de transition entre l'âge du bronze et l'âge du fer (XIIe siècle av. J.-C.), et a elle aussi fourni des lingots de cuivre, confirmant l'importance de ce produit dans les échanges maritimes.
Du point de vue politique, la période est marquée par un partage du Proche-Orient et de la Méditerranée orientale entre quelques grandes puissances exerçant leur suzeraineté sur des royaumes plus petits, des « grands rois » entretenant des relations diplomatiques attestées par les lettres d'Amarna. L’Égypte du Nouvel Empire (dernière partie de la XVIIIe dynastie) exerce sa domination sur la majeure partie du Levant, notamment le sud, le pays de Canaan, divisé en plusieurs petits royaumes dont la vie politique tumultueuse est elle aussi documentée par les lettres d'Amarna. L'archéologie témoigne d'un certain dynamisme des villes côtières, bien intégrées dans les réseaux d'échanges, mais ces royaumes ne sont pas tous prospères. L'autre grande puissance de la région sont les Hittites, qui après une période de retrait ont pris le contrôle de la partie nord de la Syrie jusqu'alors dominée par le Mittani, et placent aussi sous leur domination des vassaux égyptiens tels qu'Ougarit et Qadesh. L'île de Chypre est probablement dominée par le royaume nommé Alashiya, qui n'est pas une puissance militaire de premier plan, mais traite d'égal-à-égal avec les grands royaumes, notamment grâce à ses importants gisements de cuivre. La situation politique de l'est de l'Anatolie et du monde égéen est moins bien connue faute de sources. Le principal royaume de l'est anatolien, l'Arzawa, a aussi été vaincu par les Hittites. Pour le monde égéen, un royaume appelé Ahhiyawa est attesté par quelques sources hittites, et pourrait correspondre à une partie de la civilisation mycénienne, qui a laissé des sources écrites en linéaire B, qui ne documentent pas sa situation politique (on ne sait pas s'il y avait plusieurs royaumes indépendants ou une puissance dominante),.

## Le bateau
Si on se fie aux représentations de navires de la période, notamment celles peintes dans la tombe de Qenamon (fin XVe siècle av. J.-C.) représentant des bateaux de marchands levantins semblables à celui d'Uluburun, ils avaient une coque pansue, un pont recouvrant une cale, comprenaient un mât central sur lequel est montée une grande voile carrée, ainsi qu'un nid-de-pie pour l'observation. De grandes rames servent de gouvernail, d'autres pour déplacer le bateau quand il n'y a pas assez de vent, mais les techniques de l'époque ne permettent manifestement pas de bien naviguer vent de face.
La coque de l'embarcation naufragée à Uluburun a presque entièrement disparu, et a pu être préservée par endroits, notamment au niveau de la quille. En fonction de la disposition de la cargaison, il a été évalué que le bateau était long d'environ 15 mètres et large d'environ 5 mètres, pour une capacité de charge d'au moins 20 tonnes. Pour les standards de l'époque, c'est probablement un gros bateau. Il a été avancé que des navires d'une vingtaine de mètres de long aient existé au Bronze récent, mais cela a été remis en cause.
Malgré leur modestie, les vestiges sont très importants puisqu'ils constituent le plus ancien témoignage d'un navire de haute mer en Méditerranée et donnent des indications appréciables sur les méthodes de construction, qui peuvent être comparées à des navires fluviaux égyptiens. Les planches sont en bois de cèdre du Liban, ce qui rejoint les sources écrites levantines de l'âge du bronze qui en font le matériau privilégié pour la construction de navires. La datation des bois (par dendrochronologie) indique qu'ils ont été abattus dans le deuxième tiers du XIVe siècle av. J.-C.,
Concernant les techniques de construction, ce navire a livré le plus ancien exemple connu archéologiquement de quille (une « proto-quille » selon Pulak), qui démontre une compréhension du besoin de renforcer le centre du navire. Elle est plus large que haute (28 contre 22 cm), ce qui la différencie de celles des navires grecs et romains. Les fragments récupérés indiquent également que les parties de la coque sont assemblées par la méthode des tenons et mortaises, déjà attestée auparavant en Égypte, et qui devait par la suite être diffusée par les Phéniciens. Les tenons et les chevilles d'assemblage étaient faits en bois de chêne. Cette méthode devait garantir la robustesse de l'embarcation,.
Le bateau transportait également 22 ancres en grès, et deux en calcaire, pour un poids total de 3,3 tonnes. Les analyses pétrographiques ont montré qu'elles étaient pour la plupart originaires de la région du Carmel (quelques-unes du Levant voire de la région d'Ougarit pour celles en calcaire), ce qui est un des principaux éléments pour l'identification de l'origine du bateau. Elles étaient disposées en deux groupes : 16 vers la proue, sans doute pour y avoir un accès rapide pour les mouiller (deux d'entre elles semblent avoir été placées plus à l'avant, sans doute sur le pont, prêtes à l'emploi), 8 au centre, au fond de la cale, sans doute pour servir de lest. La grande quantité d'ancres pourrait être justifiée par le fait qu'elles étaient souvent perdues lors de leur utilisation, et qu'il fallait donc en prendre beaucoup si on envisageait un long voyage tel que celui-ci,.

## La cargaison

### Généralités

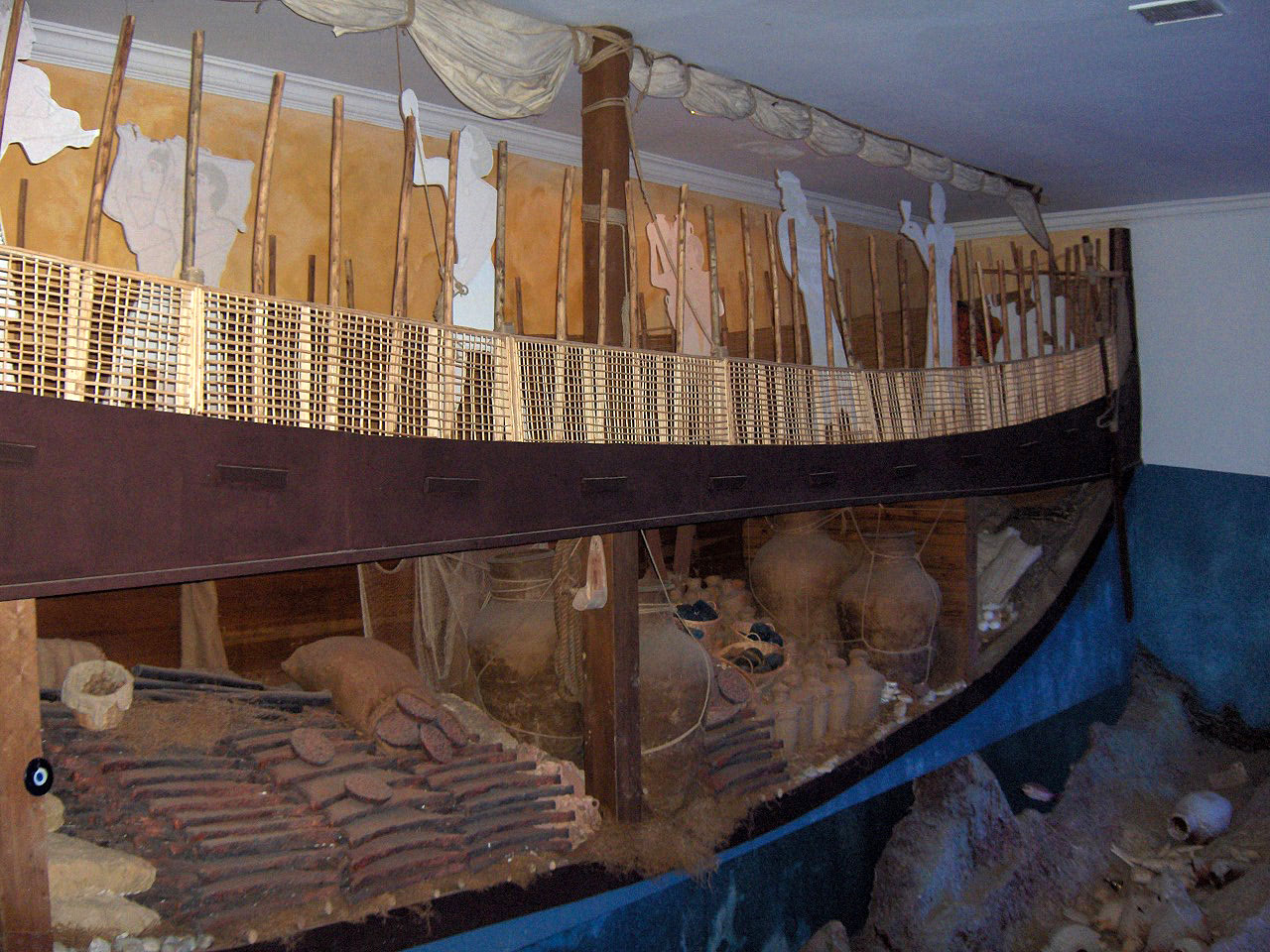
Reconstitution de l'agencement de la cargaison dans la cale du navire au musée d'archéologie sous-marine de Bodrum.

Parmi les objets mis au jour dans l'épave, on peut noter, :
- 354 lingots de cuivre (environ 10 t), dont on connaît l'importance de la diffusion par les trouvailles archéologiques et les archives contemporaines ;
- des lingots d'étain (environ 1 t), étain et cuivre étant les constituants du bronze ;
- 150 jarres cananéennes de trois tailles différentes, des flasques et des jarres profondes (pithoi) : leurs contenus révèlent des restes de résine de térébinthe, de raisins, de figues, de grenades, d'olives, et d'épices comme la coriandre et du sumac ;
- environ 175 lingots de verre brut, couleur cobalt bleu turquoise et lavande, parmi les plus anciens connus dans cette matière ;
- de l'ivoire d'éléphant, des dents d'hippopotame, divers coquillages (murex), des œufs d'autruche, des carapaces de tortue, des perles en faïence, pierres dures, et autres matériaux, de l'ébène sous forme de rondins originaires de Nubie ;
- des céramiques chypriotes ;
- de la vaisselle en alliage cuivreux et étain ;
- divers bijoux et objets en or et argent, provenant pour beaucoup du Levant, dont un calice, un scarabée-amulette en or au nom de la reine égyptienne Néfertiti et une statuette en bronze recouverte en partie de feuille d'or ;
- des outils (faucilles, poinçons, forets, scie, pinces, burins...) et armes en bronze (pointes de flèches, têtes de lances, masses, dagues, haches, épées) ;
- deux tablettes en bois à l'origine recouvertes d'une surface de cire sur laquelle on écrivait (inscription disparue) ;
- autour de 3 tonnes d'ancres et de lests en pierre.

La majeure partie de ces objets constitue la cargaison du navire à proprement parler, les biens qu'elle transporte pour les distribuer à leur destinataire, pour en gros 17 tonnes (20 tonnes de cargaison moins les ancres),. 
Une autre partie constitue les effets personnels des passagers et de l'équipage du navire. Mais il est souvent difficile d'établir si un objet fait partie de cette catégorie ou est une marchandise. 
On trouve également de façon plus marginale des « passagers » non voulus, par la présence d'escargots venus avec une partie de la cargaison (notamment la résine de térébinthe). En plus d'aider à l'identification de l'origine de ces produits, cela montre que dès cette période les humains jouent sans le vouloir un rôle dans la dispersion de ces espèces vers de nouvelles régions.
Selon E. Cline, « il est possible que l’on ignore à tout jamais qui a envoyé ce bateau, où il allait et pour quelle raison, mais il est évident qu’il contenait, comme un microcosme, tout ce qui constituait le commerce international ayant cours en Méditerranée orientale et dans le monde grec » à cette époque, avec des marchandises provenant d'au moins sept régions différentes.

### Les lingots de métal

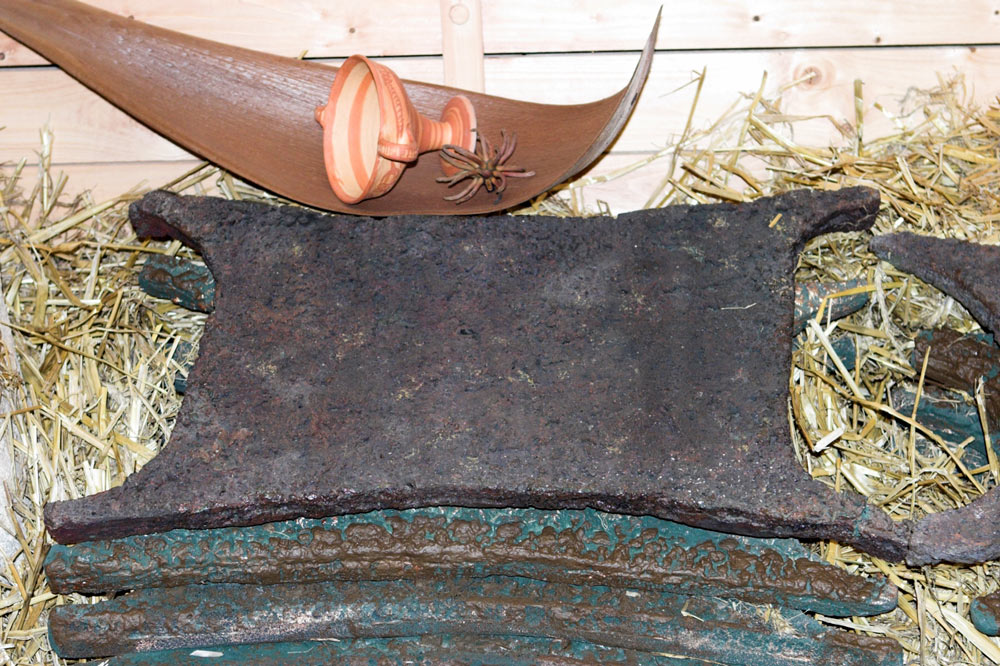
Lingots de cuivre en forme de peau de bœuf découverts dans l'épave.

L'épave a livré 354 lingots de cuivre, qui étaient entassées en rangées disposées au centre de l'embarcation, et aussi dans sa partie arrière. La majorité, 317, ont la forme dite de « peau de bœuf », avec une saillie sur chacun de ses quatre côtés, la forme courante sous laquelle ce métal circule à cette période, connue par d'autres fouilles archéologiques et très diffusés dans le Moyen-Orient, la Méditerranée et même au-delà (il s'en trouve jusque dans le sud de l'Allemagne). C'est du reste la cargaison principale de l'épave du cap Gelidonya, postérieure d'un siècle à celle d'Uluburun. Les lingots pèsent en moyenne autour de 24 kilogrammes. 31 lingots n'ont que deux saillies, les autres ont d'autres formes, et des poids divers, par exemple ceux en forme de disques ou de pain qui pèsent en moyenne autour de 6,2 kilogrammes. L'existence de standards devait permettre de faciliter leur pesée et leur comptabilisation. Il s'agit de cuivre pur, provenant de Chypre, de loin la principale source de ce métal en Méditerranée orientale à cette période. Ces lingots devaient être produits dans des centres de transformations primaires, après l'extraction minière et sans doute un premier transport, de manière à faciliter leur circulation. Certains portent des marques comme des incisions, qui ont été appliquées durant leur circulation, peut-être avant l'embarquement. Le poids total de la cargaison de cuivre est évalué à environ 10 tonnes.
L'épave a également livré des lingots d'étain, pour un poids approximatif de 1 tonne. Une partie avait subi un changement dans sa structure au contact de l'eau marine, et s'est désintégrée au moment de la fouille, ce qui fait qu'il a pu y en avoir plus à l'origine. Leurs formes sont très diverses : peau de bœuf, « pains » discoïdes, pavé, aussi un en forme d'ancre avec un trou vers une extrémité. Certains ont été découpés, sans doute lors de transactions antérieures (comme une taxation). C'est donc un assemblage moins homogène que le cuivre, sans doute réuni à partir de diverses sources indirectes.
Le cuivre et l'étain étaient certainement destinés à la fabrication de bronze. Ils auraient pu servir à produire 11 tonnes de bronze de bonne qualité avec un ratio cuivre/étain de 9 pour 1, courant à l'époque. Cette quantité aurait par exemple permis de forger environ 5 000 épées. L'origine chypriote du cuivre est connue depuis longtemps (en raison de la composition isotopique de son plomb, et par les textes de l'époque), mais celle de l'étain était restée mystérieuse. En 2022, sa composition chimique (notamment la teneur en tellure et en plomb) et isotopique (isotopes de l'étain et du plomb) a été comparée à celles de toutes les sources d'étain connues depuis les îles Britanniques jusqu'à l'Asie centrale. Environ 65 % de l'étain proviennent des gisements de Kestel (en), situés dans le Taurus à environ une semaine de marche du port de Mersin (où le navire aurait pu faire escale). Environ 30 % proviennent du gisement de Mušiston (Tadjikistan) ou de l'est de l'Ouzbékistan.

### Les jarres de stockage

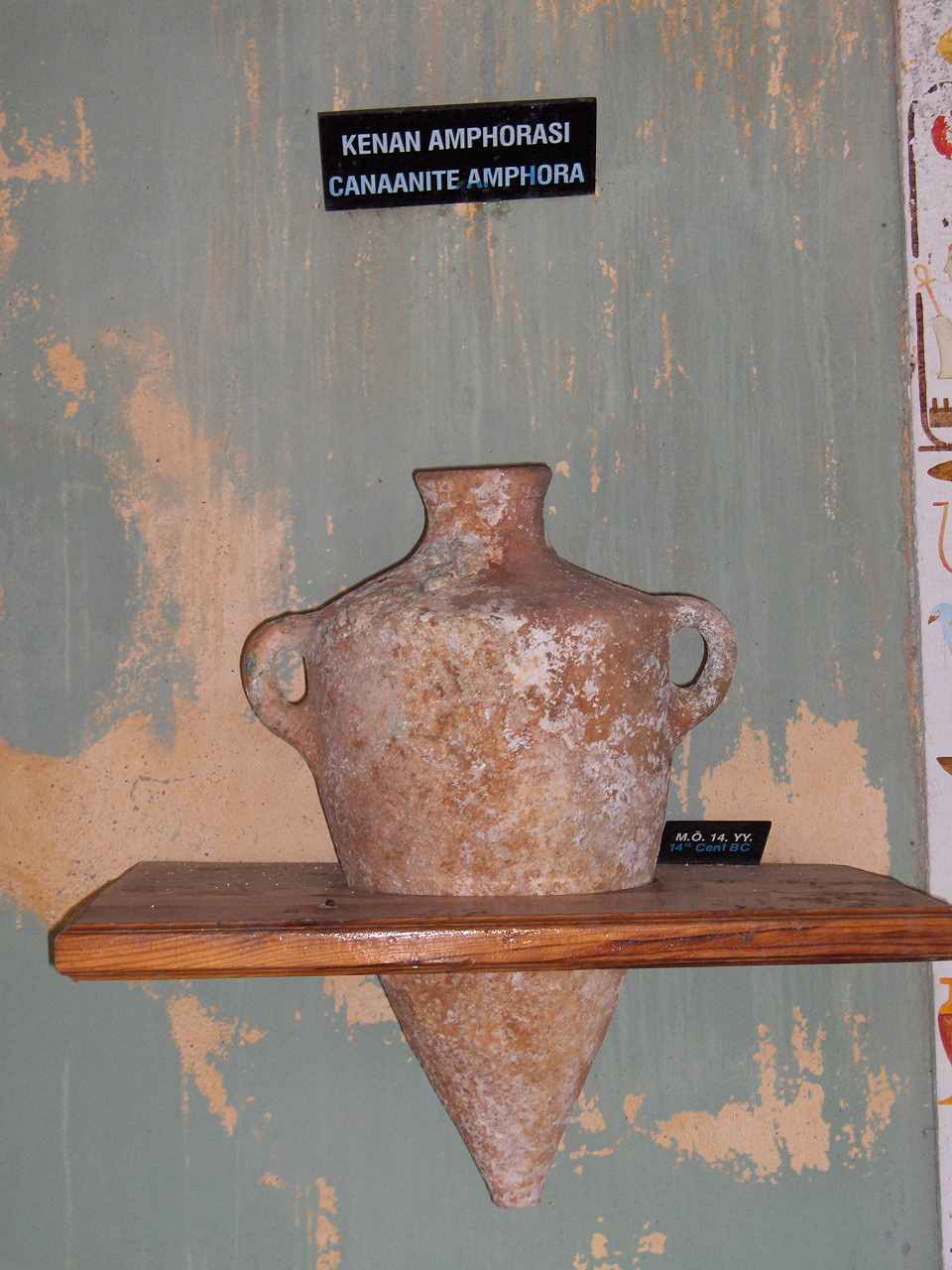
Jarre cananéenne exposée au musée de Bodrum.

Le principal contenant identifié sur l'épave est la jarre cananéenne, récipient en céramique à anses latérales, en quelque sorte un ancêtre des amphores des époques grecque et romaine tant par la forme que par la fonction. Elles se retrouvent sur de nombreux sites de la période, au Proche-Orient et dans le monde égéen. Plus de 150 de ces vases ont été récupérés à Uluburun. Si elles ont toutes une forme similaire, ces jarres se répartissent en trois groupes de taille différente : les plus petites, qui représentent les trois quarts de ces objets, ont une capacité autour de 6,7 litres ; les moyennes font autour du double ; les plus grandes 26,7 litres, ce qui pourrait correspondre à une unité de capacité attestée à Ougarit, la « jarre » (kd). Les analyses pétrographiques indiquent que la majorité de ces jarres est faite avec de l'argile de la région du Carmel, un autre groupe provenant de la région de Sidon. Elles contenaient principalement de la résine de térébinthe, contenue dans une centaine d'entre elles. D'autres ont servi à transporter des olives (une d'entre elles a livré au moins 2 500 noyaux d'olives), tandis qu'une était remplie de perles de verre. Elles étaient bouchées à l'aide d'une matière organique et d'un tesson de céramique, puis scellées avec de l'argile.
L'autre contenant présent en quantité importante est la « flasque de pèlerin », un récipient en céramique de forme lentoïde à col étroit sur lequel sont disposées deux anses latérale. Là encore elles ont diverses contenances, de 0,16 à 8,84 litres. Elles ne portent pas de décors, alors que d'autres exemplaires trouvés sur des sites du Levant sont peints, ce qui indique qu'elles sont sur le bateau en tant que contenant et non comme produit commercial. Les analyses pétrographiques indiquent qu'elles provient de la partie littorale du Levant méridional. Leur principal contenu semble avoir été des figues, qui ont laissé des graines. D'autres ont pu contenir un liquide tel que l'huile. Il pourrait s'agir des réserves alimentaires de l'équipage du bateau.
Une dizaine de pithoi, jarres de grande dimension, d'origine chypriote, servaient de contenants pour des liquides (de l'huile ?), des fruits (grenades), d'autres céramiques chypriotes, et sans doute aussi d'autres produits. Ils ont pu à la fois servir de contenant durant le voyage, mais aussi de marchandise qu'il était envisagé de vendre à l'arrivée du bateau.

### La résine de térébinthe
Le principal contenu des jarres cananéennes est de la résine de térébinthe (ou térébenthine), probablement de le pistachier atlantique, identifiée dans une centaine d'entre elles (donc les deux tiers). Elle se présentait au moment des fouilles sous l'aspect d'une substance jaunâtre. Cela représenterait un poids supérieur à la demi-tonne, en faisant la seconde cargaison après les métaux. Cette résine était alors employée pour confectionner des huiles parfumées et des encens, aussi pour être ajoutée dans du vin et limiter la croissance des bactéries, ou encore servir d'antiseptique. L'analyse des pollens et des coquilles d'escargots retrouvés dans les jarres indiquent que la résine provenait d'arbres poussant dans la région de la vallée du Jourdain, de la mer Morte et du lac de Tibériade. On sait que c'était un produit d'exportation ou de tribut cananéen, particulièrement apprécié en Égypte, et de grande valeur,.

### Autres matières premières

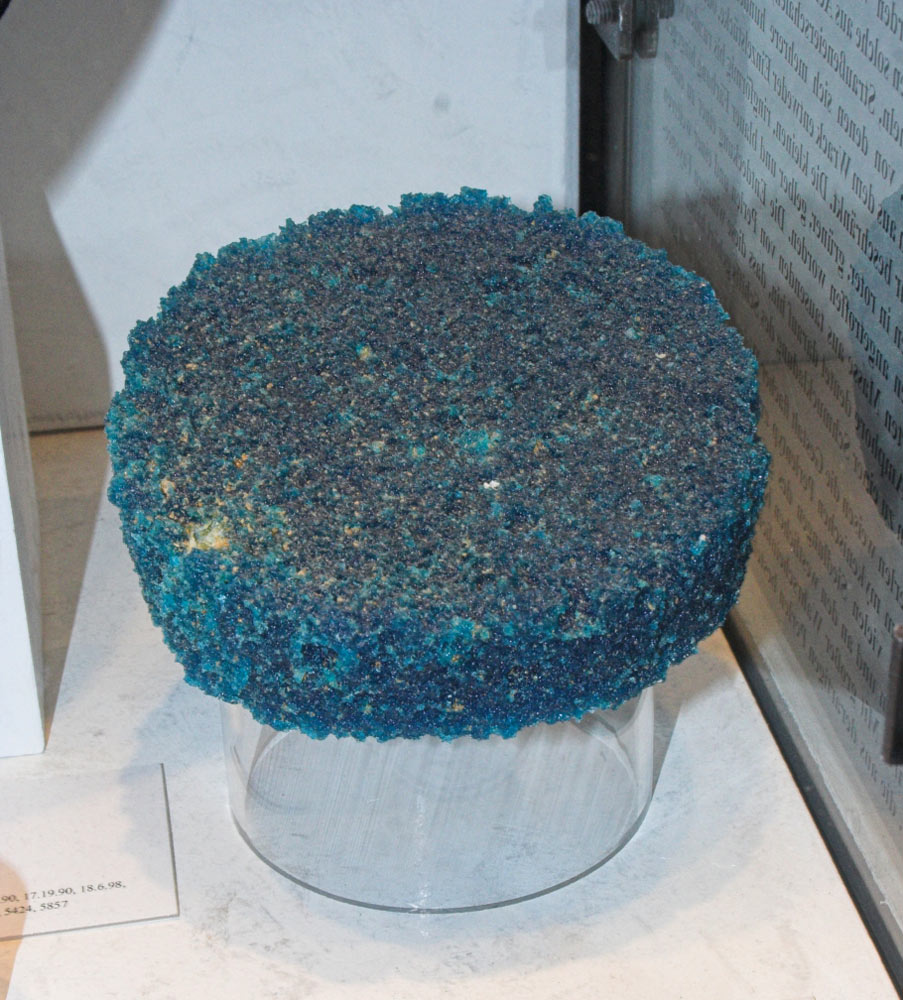
Lingot de verre bleu cobalt. Musée de Bodrum.

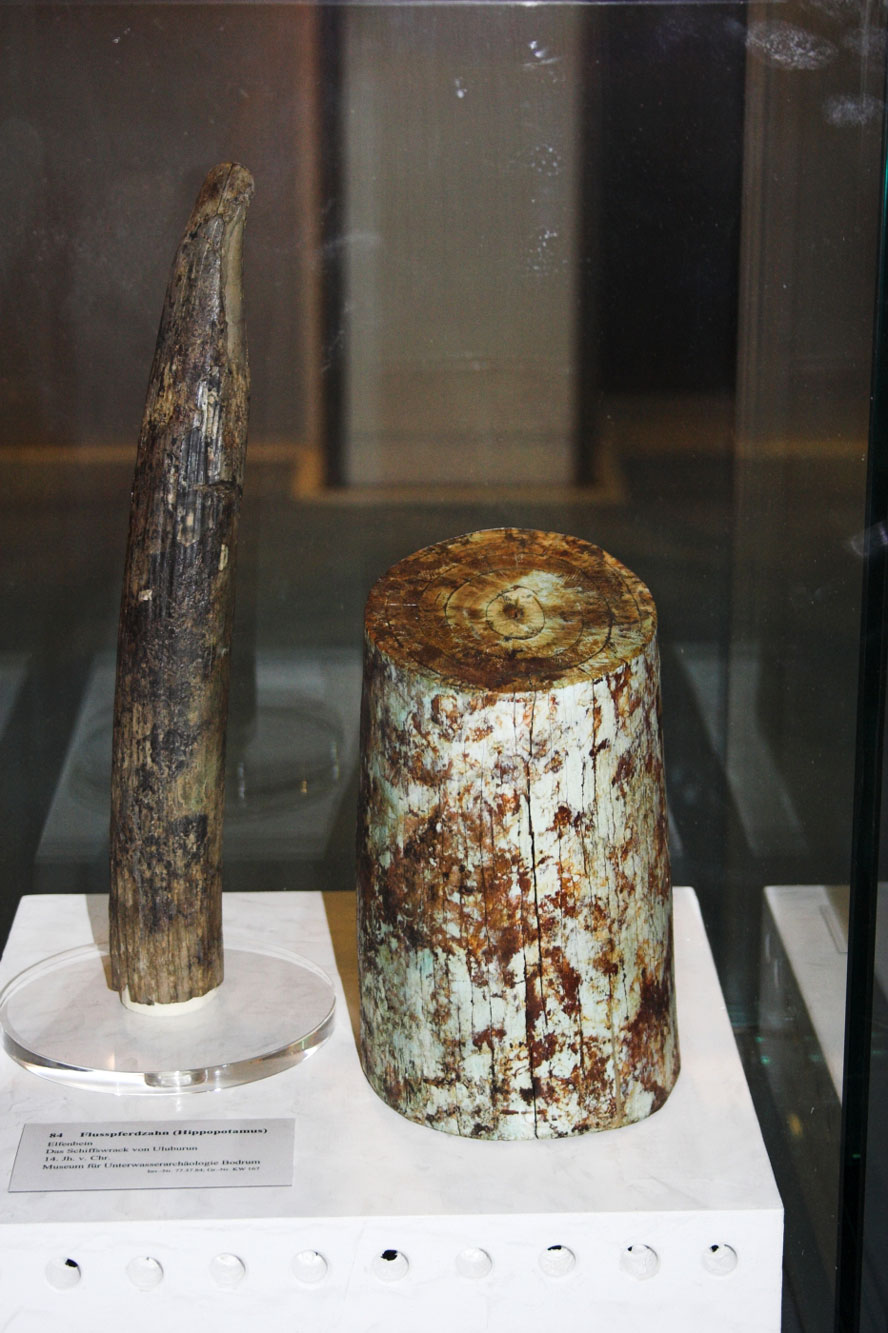
Une des dents d'hippopotame et la section de défense d'éléphant provenant de l'épave d'Uluburun. Musée de Bodrum.

Des lingots de verre de forme conique ont été retrouvés dans un état plus ou moins avancé de décomposition. Il est estimé que l'embarcation en contenait autour de 175, pour un poids d'environ 350 kilogrammes. Ce verre brut, de couleur opaque, sert ensuite à former des objets manufacturés, notamment des petits vases et des perles. Les lingots qui ont été le mieux préservés sont majoritairement de couleur bleu foncé, obtenu avec du cobalt, aussi bleu turquoise obtenu avec du cuivre, mais au moins deux sont de couleur pourpre et un de couleur ambrée. Les analyses chimiques des colorants indiquent qu'ils proviennent du Proche-Orient et d’Égypte, et les lingots bleu cobalt s'apparentent à ceux mis au jour à Tell el-Amarna en Égypte. Ils sont prisés dans ce pays parce que leur couleur rappelle celle du lapis-lazuli, pierre précieuse très difficile d'accès.
Dix-huit petites bûches de bois d'ébène ont été retrouvées dans un état plus ou moins fragmentaire. Elles mesurent environ un mètre, ce qui semble correspondre à une longueur de deux coudées royales égyptiennes (52,4 cm). Il s'agit de la partie la plus sombre, celle qui a le plus de valeur, employée notamment pour faire des éléments de meubles. C'est un produit originaire de l'Afrique orientale, vers l'actuelle Somalie, qui transite par la Nubie puis l’Égypte, d'où il est exporté vers le Proche-Orient et l’Égée, sous la forme de rondins ou bien de meubles. Le fait qu'il s'agisse ici de matière brute indique que les ateliers mycéniens travaillaient ce bois pour en faire du mobilier (des tablettes de Pylos mentionnent des meubles en bois d'ébène). 
L'épave d'Uluburun a livré un gros morceau de défense d'éléphant et quatorze dents d'hippopotame. Il n'est pas possible si l'éléphant est du type africain ou asiatique (occidental), les deux principales sources d'ivoire d'éléphant étant alors la Nubie et la Syrie. Ces matières sont employées dans les ateliers du Bronze récent pour réaliser des plaques gravées, des peignes et des épingles, des éléments d'incrustation de meubles, des figurines, des petits vases. Ce sont des produits couramment documentés par l'archéologie mais aussi les textes et les images. Le bois d'éléphant est plus résistant donc sans doute plus prisé, mais cette trouvaille indique que la dent d'hippopotame occupe une place plus importante qu'il ne l'a longtemps été envisagé.
D'autres matières premières destinées à des ateliers consistent en : trois œufs d'autruche (d'Afrique ou du Proche-Orient), souvent employés pour faire des récipients ; de l'orpiment, minerai surtout employé comme pigment et comme colorant pour du verre ; des restes d'opercules de murex, un coquillage, qui pourraient avoir servi comme ingrédient pour de l'encens.
Les vases embarqués en tant que contenants comprenaient des denrées pas ou peu transformées dont des échantillons ont été identifiés : des amandes, des figues séchées, des raisins (et/ou du vin), des grenades, des olives, de l'orge et du blé. Une partie devait avoir une finalité commerciale, tandis que l'autre servait pour l'alimentation des personnes embarquées sur le navire. Des épices ont également été identifiées : coriandre, cumin noir, carthame des teinturiers, sumac.

### Produits manufacturés
La cargaison comprend un ensemble de produits finis ou manufacturés, destinés à être vendus. Il s'agit majoritairement de productions chypriotes. Une partie des objets de provenance cananéenne semble faire partie des effets personnels de l'équipage, mais cela est souvent difficile à confirmer.
En particulier l'épave a livré 155 objets en céramiques chypriotes, ce qui est une quantité importante (plus du double de la quantité de céramiques chypriotes mises au jour dans le monde égéen). Ils sont de types divers : surtout des vases tels que des jarres, des cruches, des bols, des cratères (qui ont aussi servi de contenant comme vu plus haut), des lampes à huile, des supports muraux. La vaisselle fine représente au moins 137 objets, notamment des céramiques peintes tels que les cruches de White Shaved Ware (ou « céramique claire à panse raclée ») et des bols à anse White slip II.
Le navire transportait également de la vaisselle en alliage cuivreux et en étain, mais elle a été très endommagée par la corrosion due au temps passé sous la mer. La vaisselle en cuivre comprenait des bols et un grand chaudron. Les objets en étain sont particulièrement intéressants puisqu'ils sont autrement très peu attestés pour le Bronze récent : une flasque de pèlerin, un plat, une coupe. Il n'est pas assuré qu'il s'agisse de marchandise, car il pourrait s'agir de vaisselle personnelle de passagers,. 
Des objets en or et en argent ont été mis au jour, dans un état de préservation bien meilleur. Le plus importante est un calice en or d'environ 236 grammes, d'un type original qui rend la détermination de son origine incertaine. L'épave a aussi livré une figurine féminine en bronze plaquée d'or, des pendentifs en or gravés représentant notamment une déesse nue et un faucon, quatre médaillons en or représentant des astres rayonnants, objets de facture syro-cananéenne, et également un petit scarabée égyptien en or au nom de la reine Néfertiti, épouse du roi Akhénaton, qui a régné quelques années avant le naufrage du navire. Le reste des objets en or et en argent consiste pour l'essentiel en des bijoux entiers ou fragmentaires, un lingot circulaire en or, des lingots en barre en argent, et divers morceaux informes, qui devaient avoir un usage monétaire.

Objets en or de l'épave d'Uluburun
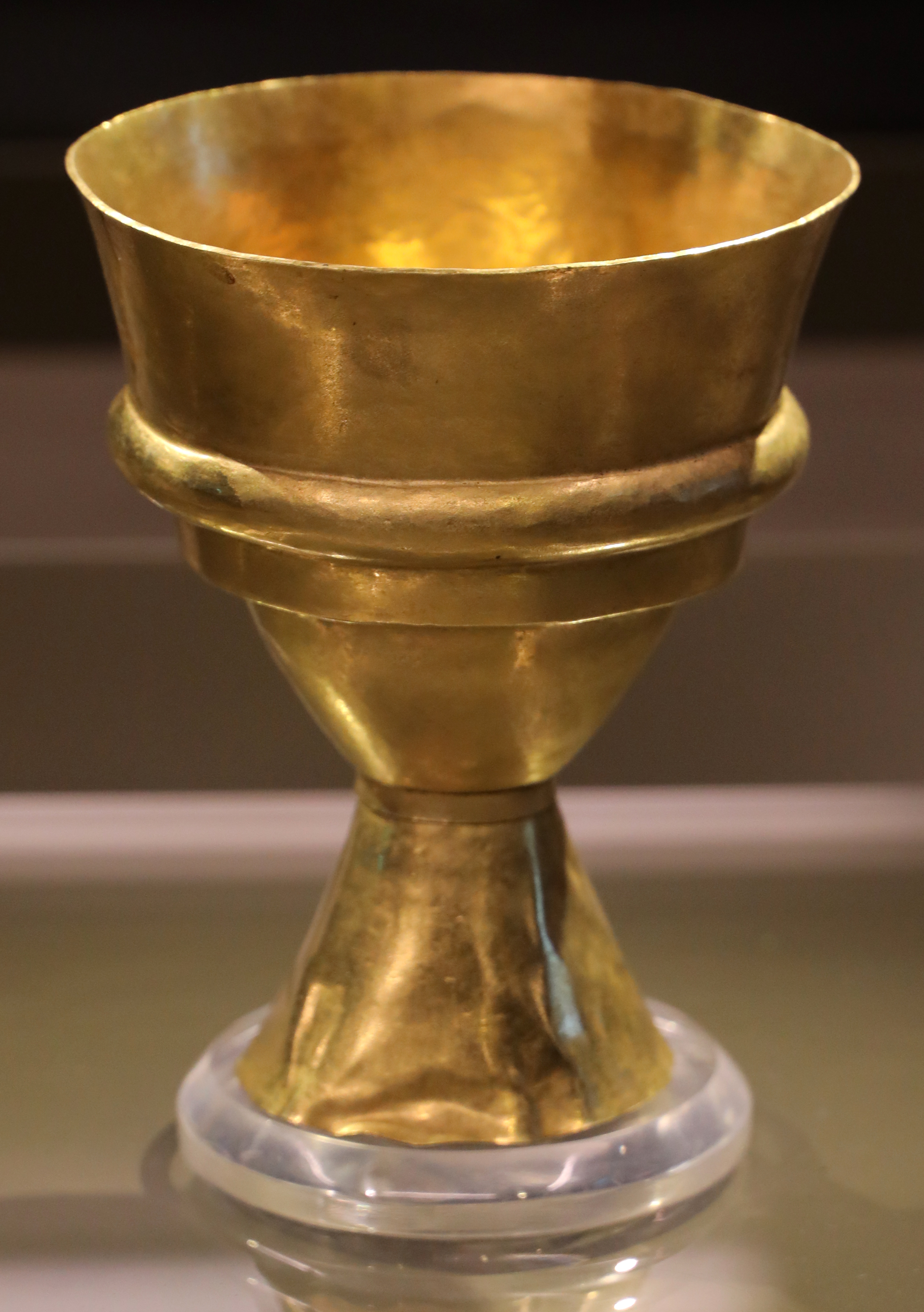
Calice en or.
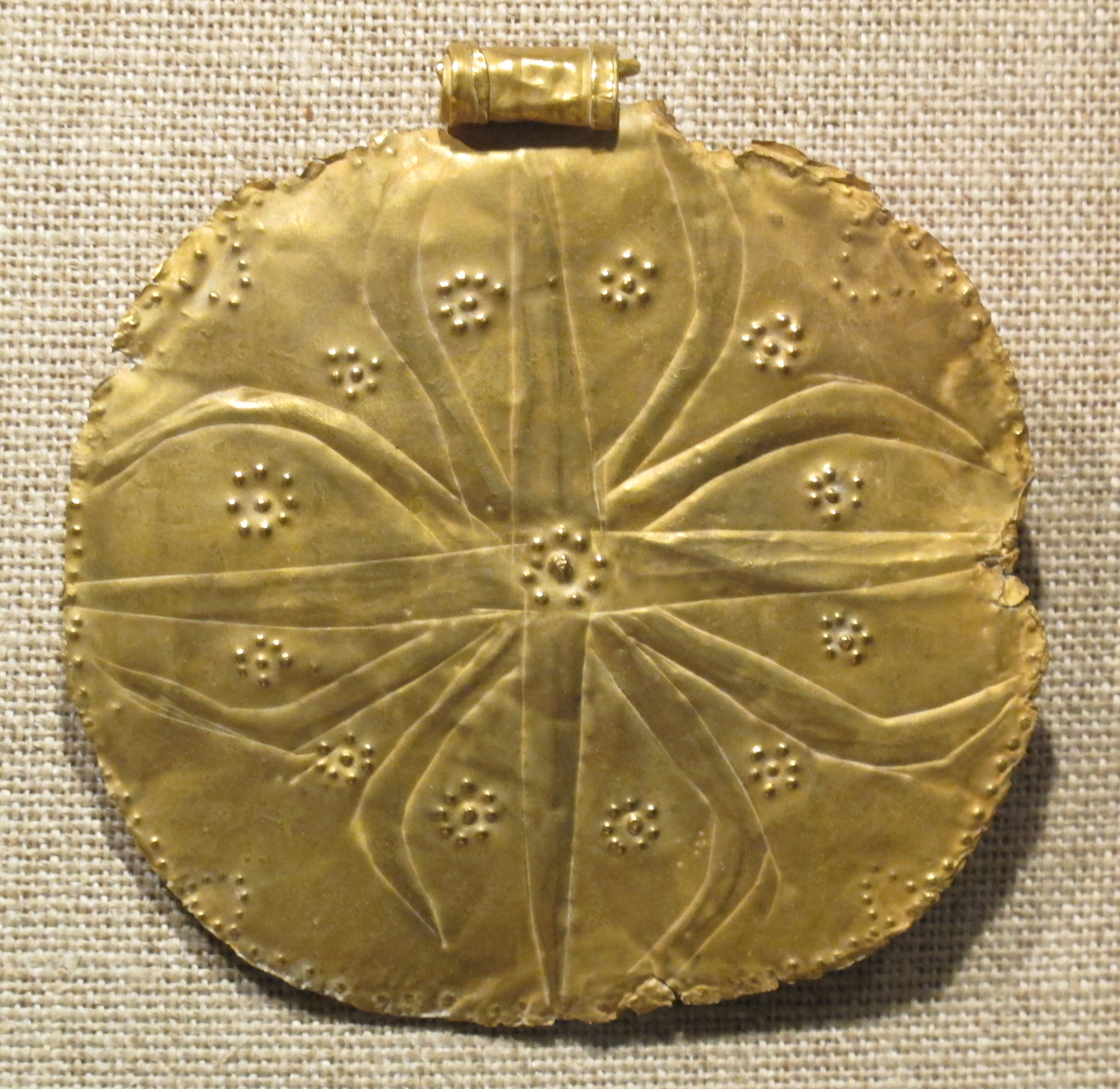
Disque avec un astre rayonnant.
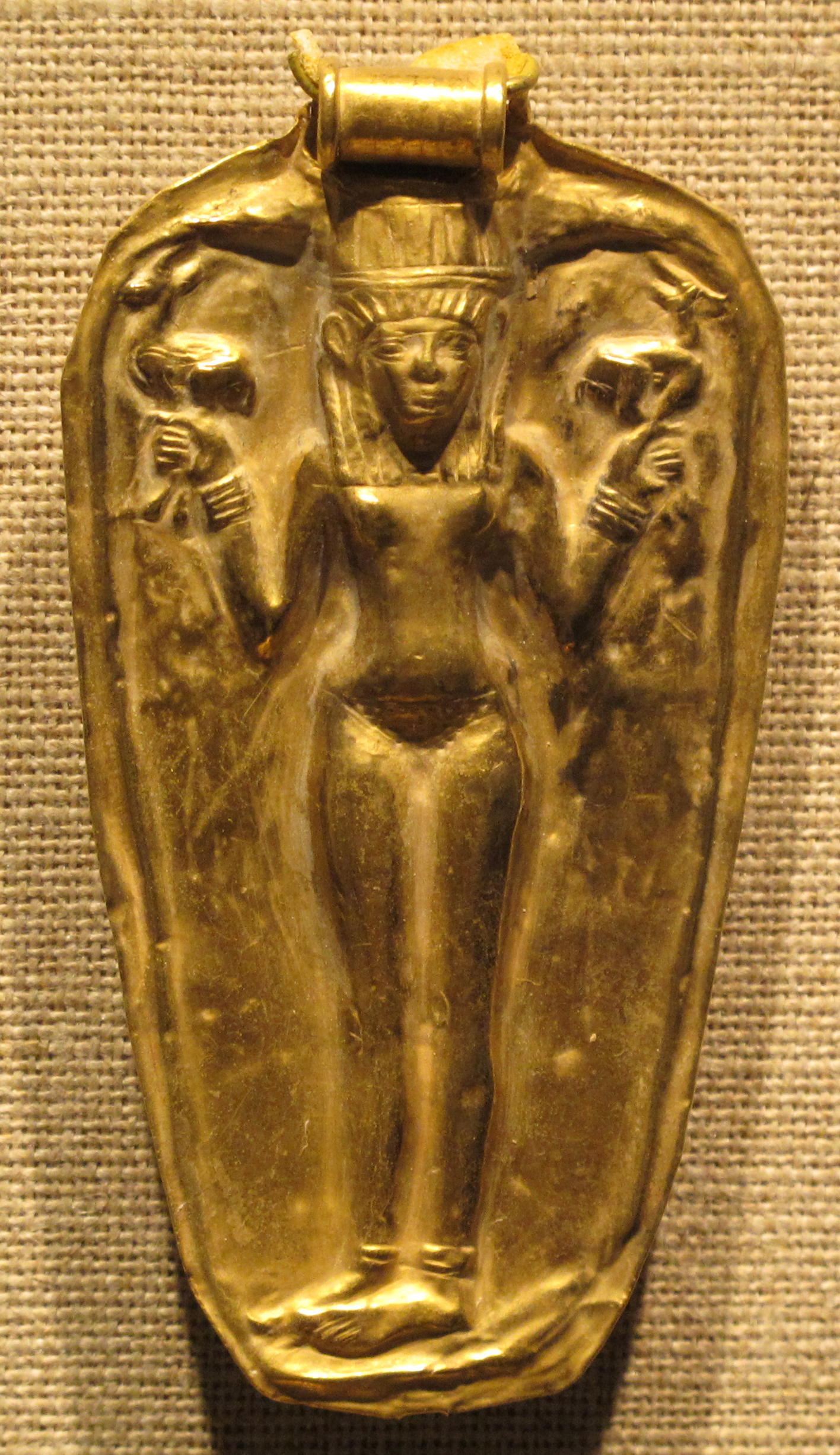
Pendentif représentant une femme nue.
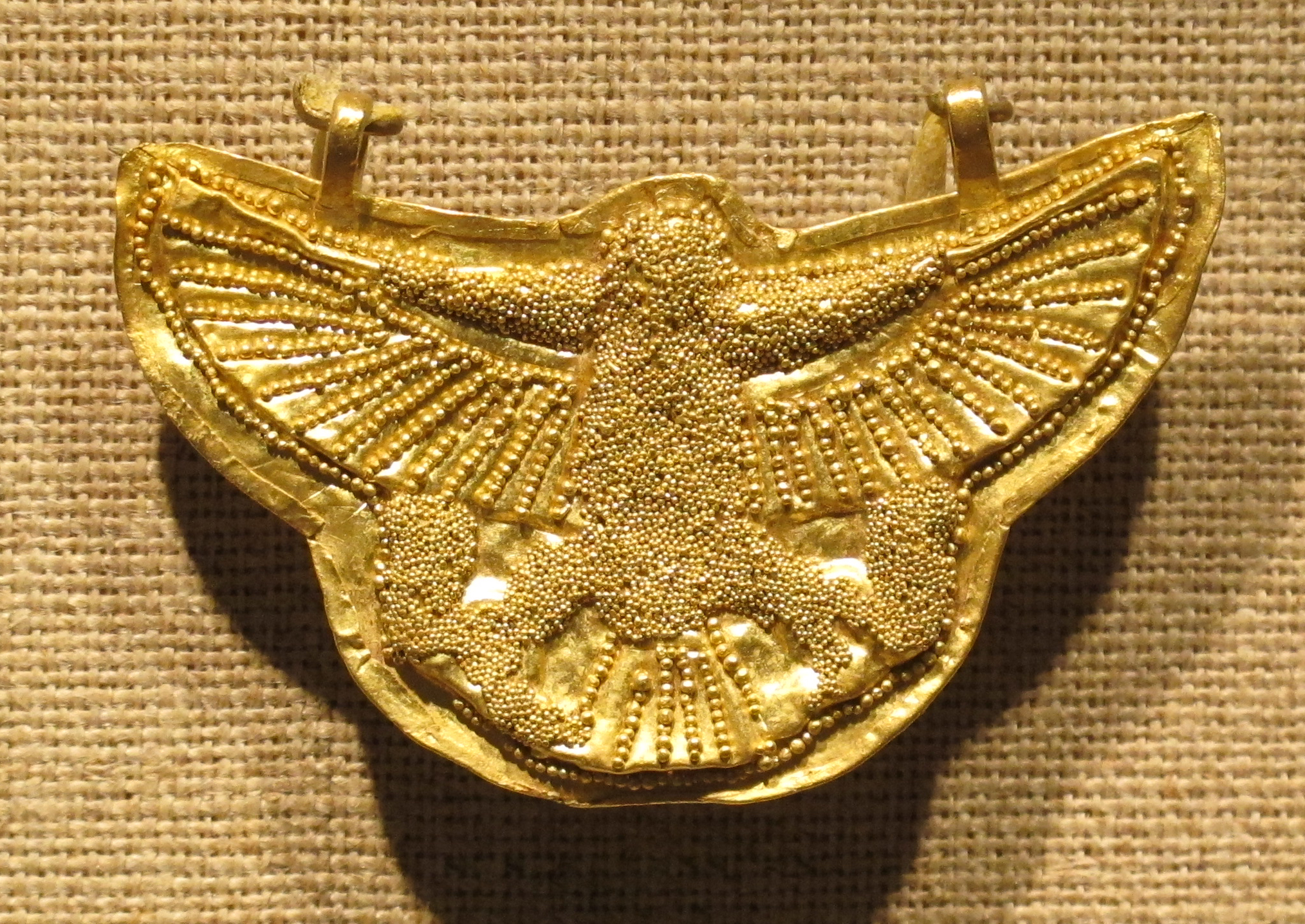
Pendentif en représentant un faucon.
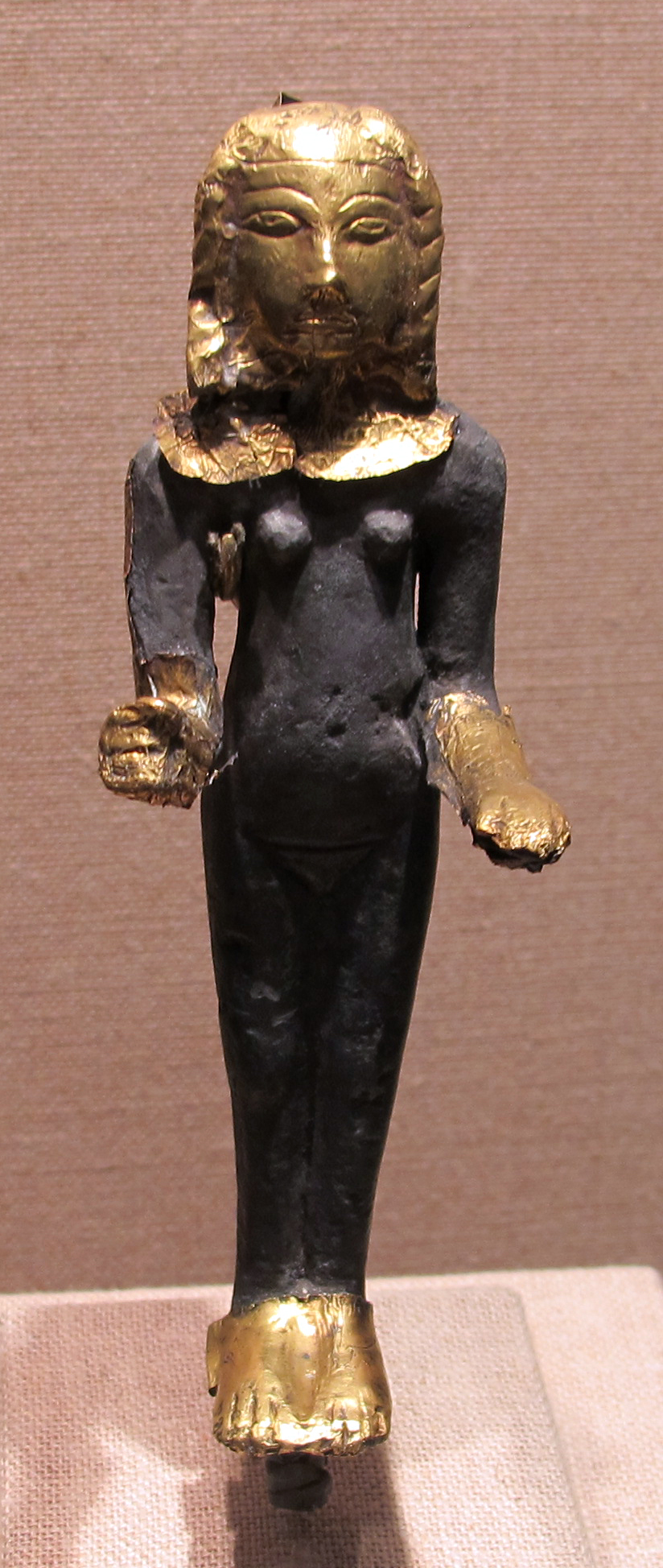
Figurine féminine en bronze plaqué d'or.
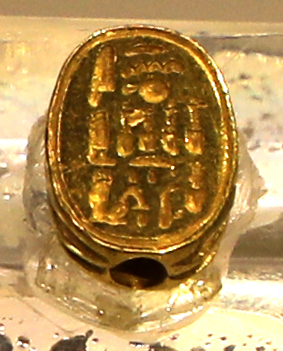
Scarabée au nom de Néfertiti.

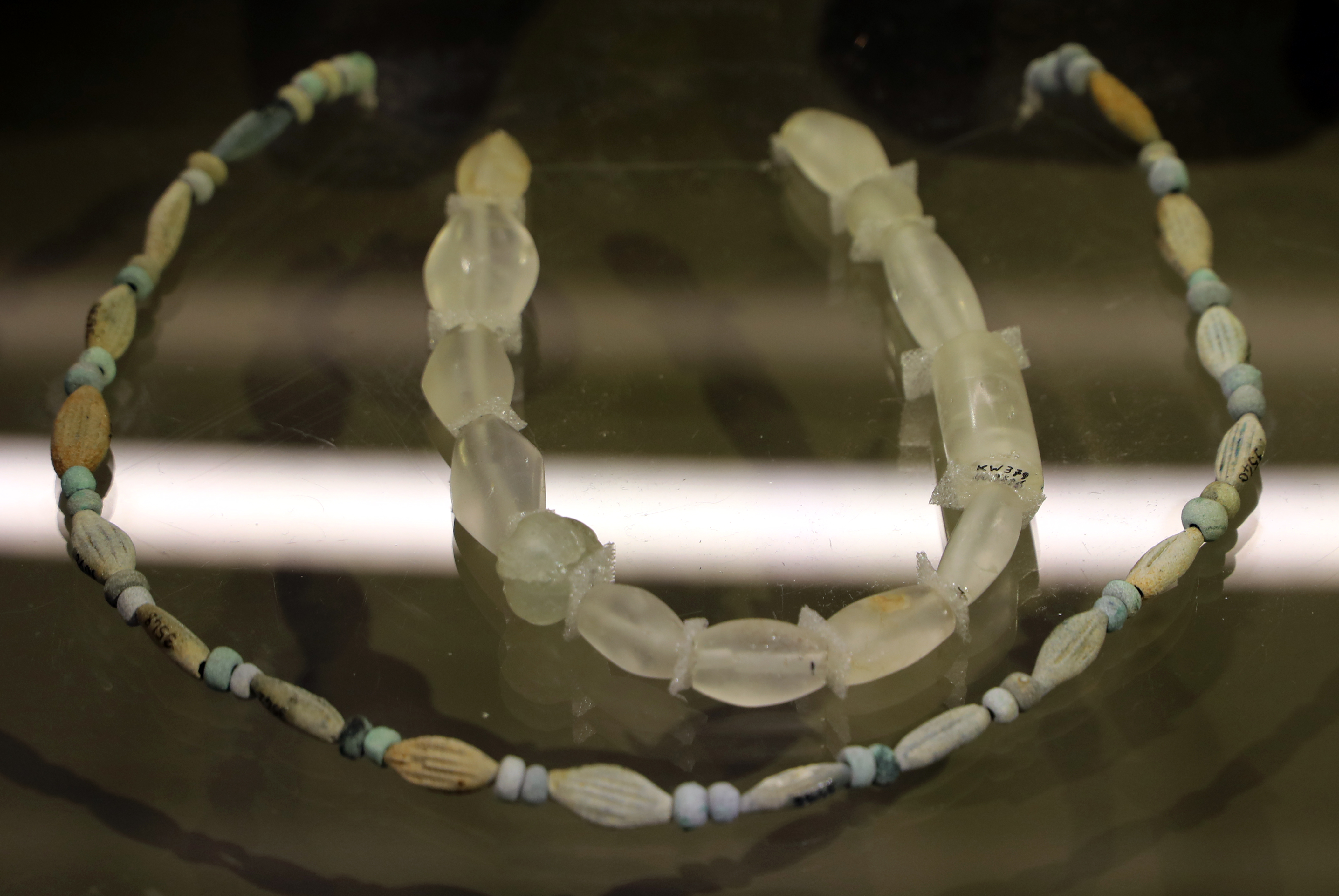
Colliers en perles de faïence et de cristal de roche mis au jour dans l'épave d'Uluburun. Musée de Bodrum.

L'épave d'Uluburun a également livré les fragments de deux vases en ivoire en forme de canard, type de récipient servant notamment à l'époque pour les cosmétiques et onguents. D'autres vases de ce type sont connus pour le Bronze récent. Il s'agit d'un des objets de luxe de l'époque, dont l'élaboration demande un haut niveau de maîtrise. Un autre objet en ivoire mis au jour dans l'épave est une sorte de poignée en forme d'acrobate, qui a un parallèle mis au jour à Kamid el-Loz au Liban, mais qui serait selon C. Pulak plutôt un objet personnel (rituel ?) d'un passager. D'autres objets en ivoire (épingle, corne sculptée) paraissent relever de cette même catégorie.
Parmi les autres objets figuratifs se trouvent quatre rhytons en forme de tête de bélier, seul un étant préservé dans un bon état. Des vases similaires ont été mis au jour sur des sites levantins de cette période. Il s'agirait là encore plutôt d'objets personnels.
Les jarres contenaient de nombreuses perles employées pour des bijoux. Une d'entre elles a livré environ 8 000 perles en verre. Des perles colorées en matière vitreuse, surnommée « faïence », ont également été retrouvées : elles sont rouges, jaunes, noires et bleues, une partie ayant pu servir à décorer des objets ou vêtements qui ont disparu. Une concentration d'environ 70 000 de ces perles, de petite taille, indique qu'elles devaient être entassées dans un sac. Une bonne partie de la cargaison de perles circulait donc sous une forme « semi-finie » et devait être assemblée dans des ateliers de leur lieu de destination. D'autres perles de même type et des perles en agate, cristal de roche et autres pierres dure, en ambre, et aussi en œuf d'autruche, semblent plutôt avoir fait partie des vêtements de passagers du bateau.
Parmi les trouvailles de produits de luxe se trouvent aussi vingt-huit bracelets en coquille (de coquillages de type cônes et/ou conques, provenant probablement du golfe Persique ou de l'océan Indien), recouverts de bitume (provenant de Mésopotamie) qui servait à y incruster des morceaux de verre coloré, de forme triangulaire ou quadrangulaire, dont il ne reste quasiment plus rien.
Des jarres ont aussi livré des résidus de fibres textiles, teintes en couleur bleue, pourpre et rouge. Il s'agit manifestement des restes d'étoffes de qualité, sans doute en partie des vêtements de luxe, comme il s'en offrait au sein de l'élite à cette période. La teinture, réalisée à partir du mollusque appelé murex, est le produit d'un artisanat de qualité, documenté notamment dans le royaume d'Ougarit. Comme vu plus haut certaines des perles retrouvées dans l'épave ont pu faire partie de vêtements.
Des objets manufacturés en bois ont également laissé quelques traces : deux contenants de forme arrondie, des vases fins.

### Essai de valorisation
C. Monroe a tenté d'évaluer la valeur financière de la cargaison en sicles (shekel) d'argent d'Ougarit, le port marchand le mieux documenté pour la période. Cet étalon employé dans les échanges (la monnaie étant alors pesée et non comptée) est d'environ 9,3/9,4 grammes, et est également celui servant de base à la majorité des poids mis au jour dans l'épave. Cela permet de comparer la valeur de la cargaison aux prix pratiqués dans ce royaume pour donner une idée de son importance. Elle s'élèverait au total à environ 12 000 sicles (donc autour de 112 kilogrammes d'argent), ce qui représenterait le paiement des salaires annuels des travailleurs d'une grande ville. Puisqu'un lingot de cuivre se monnaie environ à 15 sicles à Ougarit, ce qui est aussi en gros la valeur d'un bœuf, la seule quantité de cuivre embarquée (qui équivaudrait à plus de 4 800 sicles) permettrait d'acquérir plus de 350 têtes de gros bétail dans cette cité. Une grosse incertitude pèse cependant sur l'évaluation du chargement en résine de térébinthe, qui selon l'estimation haute retenue par cet historien à partir des prix pratiqués en Égypte pourrait valoir un peu plus que la cargaison de cuivre (environ 5 000 sicles d'argent). La valeur financière du chargement reposerait donc principalement sur ces deux produits. En tout cas, le naufrage représente une perte financière considérable. Mais il reste impossible d'estimer quel impact économique il a pu avoir sans connaître l'identité de ceux qui ont affrété le bateau et leurs moyens financiers.

## L'expédition et ses finalités

### Le trajet
L'épave d'Uluburun avait une cargaison contenant des objets d'origine asiatique et africaine, donc elle venait de l'est. Sa destination finale probable était le monde égéen, et plus précisément un site de Grèce continentale, où s'épanouit alors la civilisation mycénienne, qui est du point de vue politique probablement divisée en plusieurs royaumes, peut-être dominée par une seule entité politique. C'est l'option la plus couramment envisagée, en raison de la localisation de son naufrage sur la route entre l’Égée et le Levant, et également de la présence dans l'épave d'objets personnels appartenant probablement à deux individus de l'élite de cette région (voir plus bas). Sa destination pourrait alors avoir été Tirynthe, le port de Mycènes, le principal site de cette culture. Cnossos et Kommos en Crète sont d'autres destinations possibles. Le bateau n'est pas arrivé à sa destination et a sombré avant même d'entrer dans la mer d'Égée, lors du passage difficile du cap d'Uluburun,. Selon les analyses de datation des objets périssables retrouvés dans l'épave, la date de ce voyage et du naufrage serait à situer dans le dernier tiers du XIVe siècle av. J.-C., autour de 1320 av. J.-C. (à une quinzaine d'année près).
Le lieu de départ du bateau est indéterminé, les deux possibilités les plus plausibles étant Chypre, alors dominée par un royaume indépendant appelé Alashiya, et le Levant, à savoir le pays de Canaan, alors politiquement constitué de petits royaumes placés sous suzeraineté égyptienne, ou Ougarit plus au nord, vassal de l’Égypte qui passe dans l'orbite des Hittites. C. Pulak penche en faveur de la seconde solution, car les analyses ont déterminé que les ancres du bateau ainsi que la céramique utilitaire (vaisselle, lampes) provenaient de la région du mont Carmel. Le port d'attache du bateau serait donc un de ceux identifiés dans la région pour le Bronze récent, à savoir Tell Abu Hawam (Haifa, dans la baie d'Acre, à l'embouchure du Kishon) qui sert de port pour la cité de Megiddo, ou bien Tel Dor, Tel Shiqmonah ou Tel Akko (Acre),. Mais ce n'est pas forcément le lieu de départ de son dernier voyage ou du moins sa dernière étape, car le cabotage est courant dans les périodes antiques, et qu'il est donc possible que la cargaison ait été constituée en plusieurs fois dans plusieurs ports, et non pas en un seul chargement (ce qui est néanmoins la solution qui a les préférences de l'équipe de fouilles). Le port d'Ougarit, Minet el-Beida (en Syrie), est ainsi une possibilité d'escale (voire de départ), car c'est un des principaux ports marchands levantins du Bronze récent, très bien intégré dans les échanges à longue distance. Il est également possible que le bateau ait fait escale en Égypte voire qu'il s'agisse de son point de départ (option envisagée par ceux qui considèrent qu'il s'agit d'une expédition diplomatique). Désormais qu'il est déterminé que la majeure partie de l'étain provenait du Taurus, une escale sur un port de la partie occidentale de la côte sud anatolienne est aussi envisageable. Surtout, la cargaison de l'épave d'Uluburun comprenant une grande quantité de lingots de cuivre de Chypre ainsi que de la céramique chypriote, il est tentant de supposer qu'elle est partie ou du moins est passée par cette île. Néanmoins cette solution est écartée par C. Pulak, en raison du fait que la céramique chypriote est un assemblage hétéroclite, ce qui semble plutôt plaider en faveur d'objets collectés et embarqués dans un port du Levant, où ils étaient arrivés depuis Chypre, plutôt que d'une cargaison rassemblée près de leur lieu de fabrication, qui serait selon lui plus cohérente. Le site de Tell Abu Hawam a justement livré une quantité importance de céramiques chypriotes, dont une partie était stockée sur place pour être expédiée ailleurs. En tout cas un port levantin est aussi un très bon candidat pour la collecte de produits venus de plus loin vers l'est et du monde égyptien, car les découvertes archéologiques locales ainsi que des textes indiquent que les cités de la région jouent à cette période un rôle de plaque tournante dans la circulation des biens à longue distance. L'existence de contacts avec le monde égéen est également bien documentée par des importations de céramiques. En revanche les importations depuis le Levant et Chypre vers le monde mycénien sont plus limitées,,,.

### L'équipage
Des indices sur l'origine de l'équipage ont pu être avancées par C. Pulak en fonction des provenances diverses des objets personnels (ou du moins interprétés comme tels) retrouvés dans l'épave, quoi que des réserves aient été exprimées quant à la fiabilité d'une telle démarche.
Les marchands et l'équipage sont probablement d'origine cananéenne, c'est-à-dire d'un des ports du Levant méridional, l'ancien pays de Canaan. Comme vu plus haut les meilleurs candidats sont des ports de la côte du Carmel. Parmi les objets personnels, les 150 poids de balance sont d'une importance cruciale pour identifier la présence de marchands, pour qui ces objets sont essentiels car la « monnaie » de l'époque est le métal pesé. L'étalon commun est de 9,3/9,4 grammes, probablement de type « cananéen », mais certains semblent correspondre à un type mésopotamien. Ils se répartiraient en quatre lots, ce qui indiquerait un groupe de quatre marchands. Ont aussi été attribués à ce groupe des sceaux-cylindres, type de sceau caractéristique du Proche-Orient ancien, déroulés sur des tablettes et bulles de scellement en argile de manière à identifier leurs porteurs. S'y rattacheraient aussi une épée et trois dagues ornées, la première appartenant alors au chef des marchands et dessinant une hiérarchie parmi l'équipage. 
Deux tablettes rectangulaires en bois de buis unies par une charnière en ivoire ont été reconstituées à partir de fragments : il s'agit d'une écritoire portative, les tablettes comprenant en leur centre un espace renfoncé pour y étaler de la cire sur laquelle on écrivait avec un stylet. D'autres trouvailles indiquent la présence probable d'autres tablettes à écrire dans le bateau. Il est considéré que ces objets appartenaient aux marchands, leur servant notamment pour enregistrer le contenu de la cargaison. La découverte est remarquable parce qu'on ne connaît pas archéologiquement d'autres écritoires de ce type du Bronze récent, les exemplaires connus datant de périodes postérieures.
Comme vu plus haut, divers objets manufacturés, de facture généralement cananéenne et de plus ou moins bonne qualité, sembleraient faire partie des effets personnels de l'équipage plutôt que de la cargaison à proprement parler, qu'il s'agisse d'objets utilitaires, d'ornements ou d'objets rituels : vases à tête de bélier, épingles en ivoire, peut-être certains des objets en or.
L'origine cananéenne du reste de l'équipage semble confirmée par d'autres objets usuels rudimentaires tels que des dagues, des couteaux, des pendentifs, qui ne permettent pas de déterminer combien de personnes constituaient l'équipage. Ils s'éclairaient à l'aide de lampes à huile de type cananéen, à bec pincé. Pour leur alimentation, ils disposaient de mortiers en pierre et de bols simples. Une partie de leurs aliments était conservée dans le bateau, mais ils consommaient aussi du poisson pêché, car l'épave a livré des hameçons, un trident, un harpon et de nombreux plombs de filets de pêche. Les fouilles ont également livré des osselets qui indiquent que l'équipage avait amené de quoi se divertir pendant leur voyage.
D'autres passagers non cananéens ont été identifiés par des objets provenant du monde égéen, plus spécifiquement de la Grèce continentale de culture mycénienne : des sceaux lenticulaires, des ciseaux plats et des doubles haches, ainsi que des épées, des perles, et de la céramique fine qui devait constituer un set de boisson. Ces objets seraient de nature personnelle et sembleraient se répartir en deux ensembles, ce qui indiquerait la présence sur le bateau de deux « Mycéniens ». Leurs objets sont caractéristiques de l'élite de cette société : il s'agit donc soit d'émissaires ou de messagers chargés d'une mission diplomatique, soit également de marchands. Un troisième individu est identifié par la présence d'objets ayant une origine plus septentrionale, avec des parallèles vers l'actuelle Bulgarie ou la Roumanie : une épingle en bronze, des têtes de lances, une épée, une massue. Le fait que ces objets aient un caractère guerrier incitent à y voir un mercenaire au service des Mycéniens, mais il pourrait s'agir d'un autre émissaire.

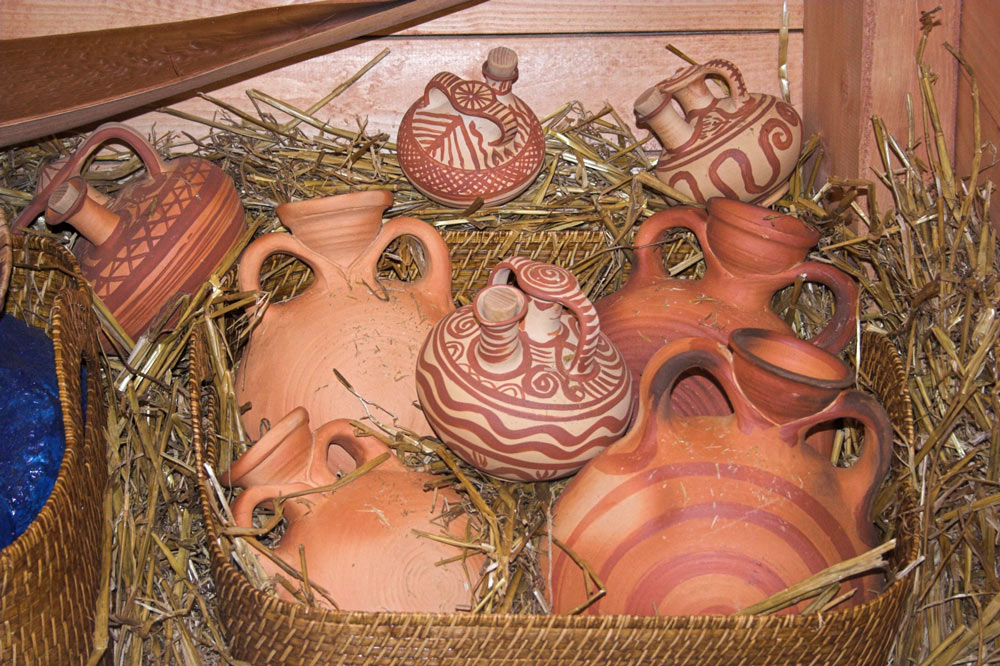
Répliques des vases mycéniens mis au jour dans l'épave.
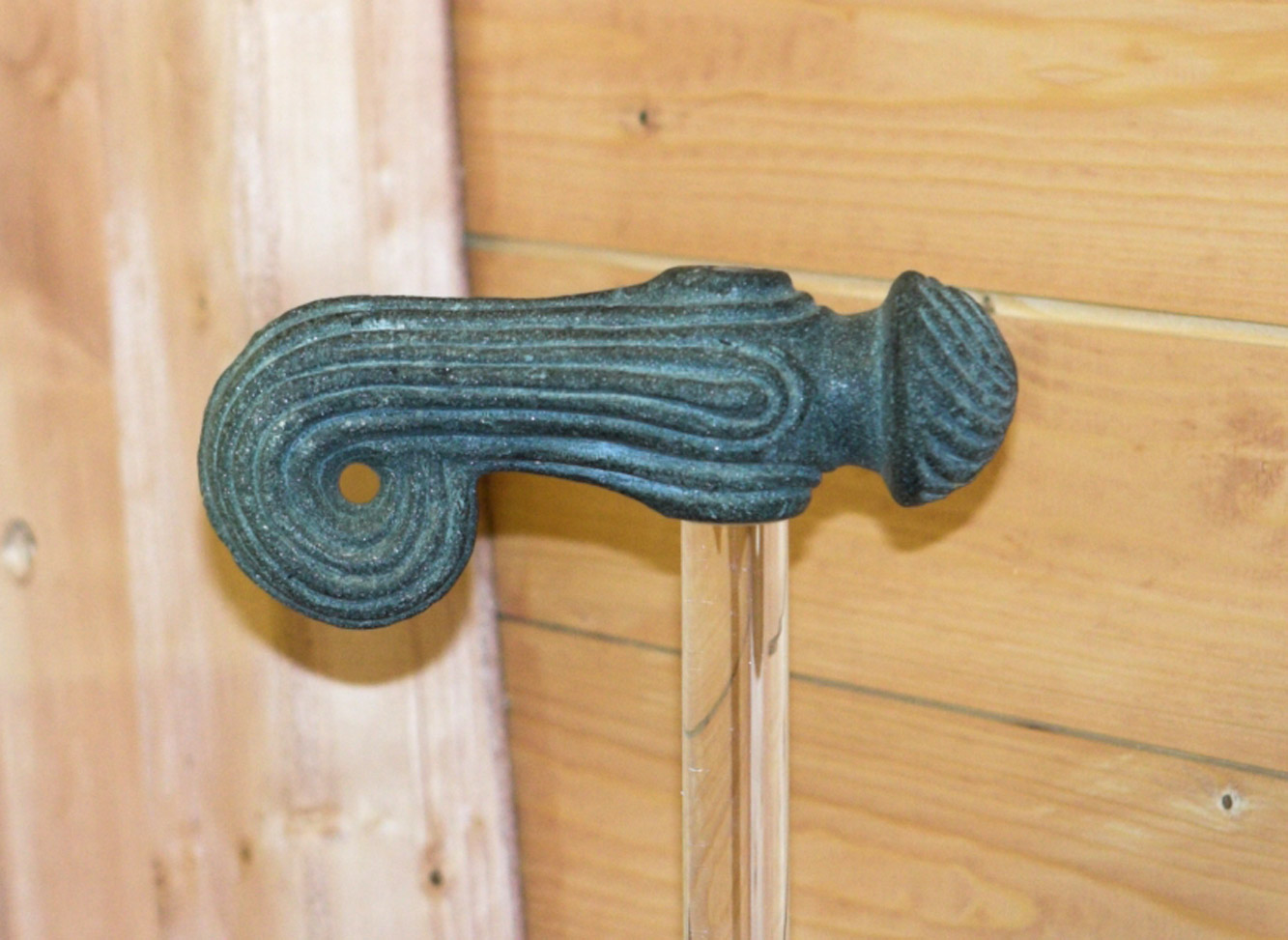
Tête de massue ou de sceptre d'origine balkanique.

### Les motivations
La cargaison de l'épave d'Uluburun concerne manifestement en priorité les échanges de matières premières, et surtout de métaux, vers le monde égéen, pour la fabrication d'objets en bronze, mais elle a pour particularité de contenir des objets manufacturés dont des objets luxueux. À première vue, deux options se présentent pour interpréter la nature de la cargaison et la motivation du dernier voyage du navire : il peut s'agir d'une expédition commerciale « internationale », à la grosse aventure, ou bien d'une mission diplomatique prenant place dans le cadre des relations officielles entre rois. Ces dernières sont bien documentées par la documentation écrite de la période, notamment les lettres d'Amarna, qui couvrent une période légèrement antérieure au naufrage d'Uluburun (v. 1360-1330). Les échanges de présents entre cours royales sont en effet un élément essentiel des relations internationales de la période. Ils sont marqués par des considérations de prestige et de réciprocité, puisqu'en principe les présents offerts et reçus doivent être de valeur équivalente pour éviter de vexer l'une des deux parties, si elles se considèrent comme des égaux. Mais ils répondent aussi à des intérêts matériels et économiques qui leur donnent un aspect transactionnel, car on offre souvent des matières premières souhaitées par le récipiendaire, à sa demande expresse, parce qu'il n'en a pas à sa disposition, comme du cuivre ou de l'or. Quant aux échanges commerciaux à longue distance documentés, ils ont bien souvent un caractère « public ». Les marchands y agissent plutôt comme des intermédiaires et des agents des cours que comme des personnages indépendants du pouvoir : ils font des affaires pour le compte d'un donneur d'ordre et bailleur de fonds qui appartient à l'élite palatiale, et bien souvent à l'élite de l'élite, la famille royale. De fait, même si les institutions royales (désignées par comme le « Palais » dans les textes antiques) ne contrôlent probablement pas l'entièreté de l'activité économique de leur territoire, elles y sont incontestablement l'acteur économique principal, de loin le plus riche et le plus actif (on parle d'« économie palatiale » dans la terminologie moderne). Elles sont le principal importateur/exportateur de biens, qu'elles passent pour cela par la voie commerciale ou diplomatique. Relations commerciales et diplomatiques sont donc souvent entremêlées et difficiles à distinguer,,. 
L'équipe de fouilles du site voit dans l'épave d'Uluburun les restes d'un navire destiné à un centre palatial mycénien, affrété par un roi local ou du moins un membre des élites locales,,. En effet, les sources documentaires mycéniennes (les tablettes en linéaire B) indiquent que ce type d'institution concentre une grande partie des matières premières et des biens de luxe de leur royaume, donc il est plausible que les biens retrouvés dans l'épave d'Uluburun aient été destinés à un d'eux. La question de savoir si cette cargaison s'inscrit dans un cadre de relations diplomatiques, donc des biens réunis en tant que présents diplomatiques d'une ou plusieurs cours du Proche-Orient et d’Égypte à destination d'un souverain mycénien, ou s'il s'agit d'échanges marchands, donc des biens achetés par des marchands dans un ou plusieurs ports du Levant (sur commande ou pas d'un roi ou d'un prince mycénien) reste débattue. De fait, en l'absence de source écrite sur cette expédition, les objets présents sur le navire peuvent aussi bien s'analyser comme des cadeaux que comme des marchandises. Et si on prend en considération le fait que commerce et diplomatie sont souvent entremêlés à cette période, la distinction est encore plus complexe à opérer.
Parmi les interprétations diplomatiques, celle d'une cargaison de présents diplomatiques égyptiens à destination du monde égéen a été envisagée à plusieurs reprises. L'expédition pourrait être destinée à offrir des cadeaux à un roi mycénien afin d'établir des relations amicales dirigées contre les Hittites, qui sont alors les adversaires du royaume de la vallée du Nil. Le navire aurait affrété par un vassal cananéen sur ordre du roi d’Égypte, parce que ce dernier ne disposait pas de bateaux en mesure d'effectuer un tel voyage en mer,. Pour ce qui concerne l'interprétation commerciale, il a été souligné que certes la quantité de biens réunis et leur valeur financière s'accordent bien avec ce qu'on attendrait d'échanges de cadeaux entre cours, mais cela ne paraît pas forcément hors de portée des moyens d'une « firme » marchande comme on en identifie à Ougarit pour cette époque (où elles travaillent de toute manière souvent avec/pour le palais). Il a également été souligné qu'aucune relation officielle directe entre une cour mycénienne et une cour proche-orientale ou égyptienne n'est identifiée avec certitude dans la documentation textuelle de la période, ce qui affaiblirait l'interprétation diplomatique. Il est également possible d'envisager une situation mixte : une partie de la cargaison consiste en des échanges de présents entre élites, une autre a pour but d'être vendue en dehors du secteur palatial. E. Cline considère même que « le nombre de scénarios possibles est infini. »

## Musée
Le musée d'archéologie sous-marine de Bodrum, dans le château Saint-Pierre, expose les objets trouvés au cours des fouilles ainsi qu'une réplique du navire.